# Calle 23 (línea de la Avenida Lexington)

La Calle 23 es una estación en la línea de la Avenida Lexington del Metro de Nueva York de la A del Interborough Rapid Transit Company. La estación se encuentra localizada en Gramercy Park, Manhattan entre la Calle 23 Este y la Avenida Lexington Sur. La estación es servida en varios horarios por diferentes trenes de los servicios  y .
La estación fue agregada al Registro Nacional de Lugares Históricos desde el 2005.

## Galería

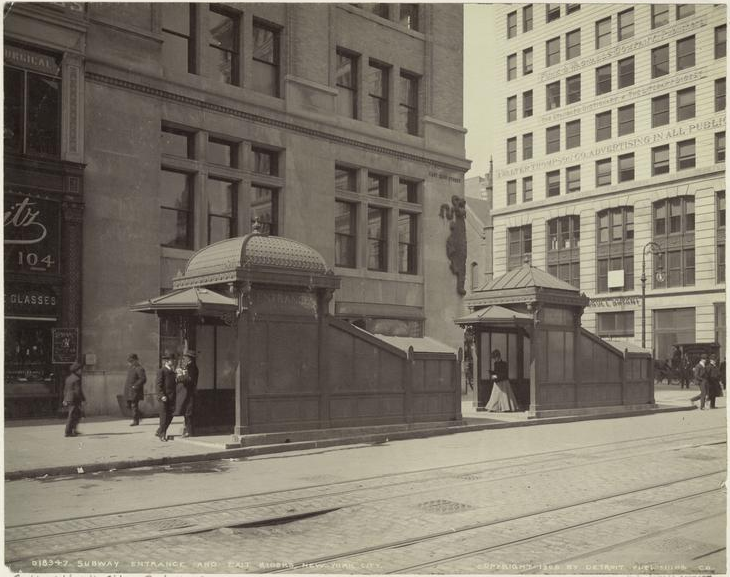
Entrada a un kiosko
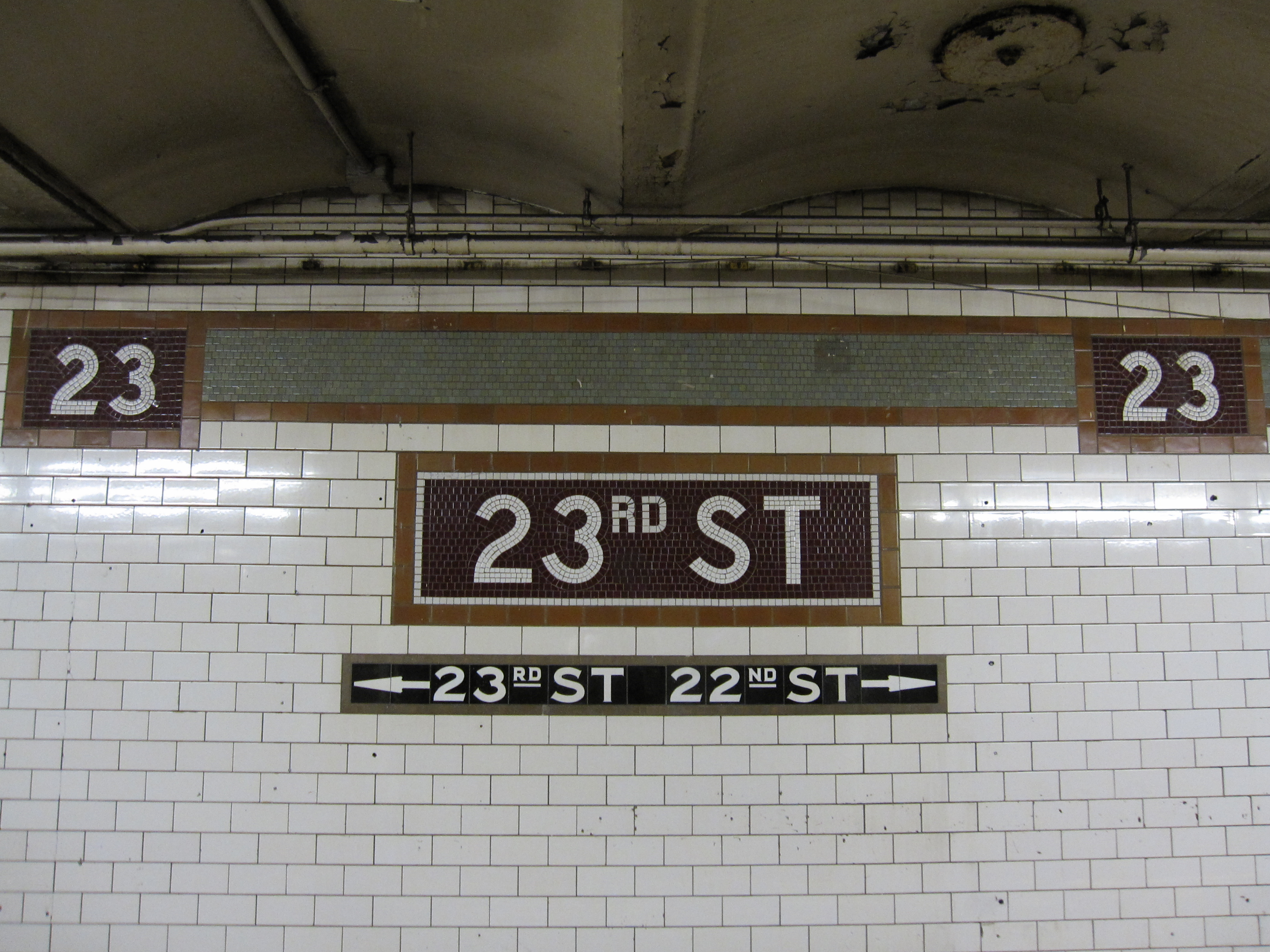
Mosaicos
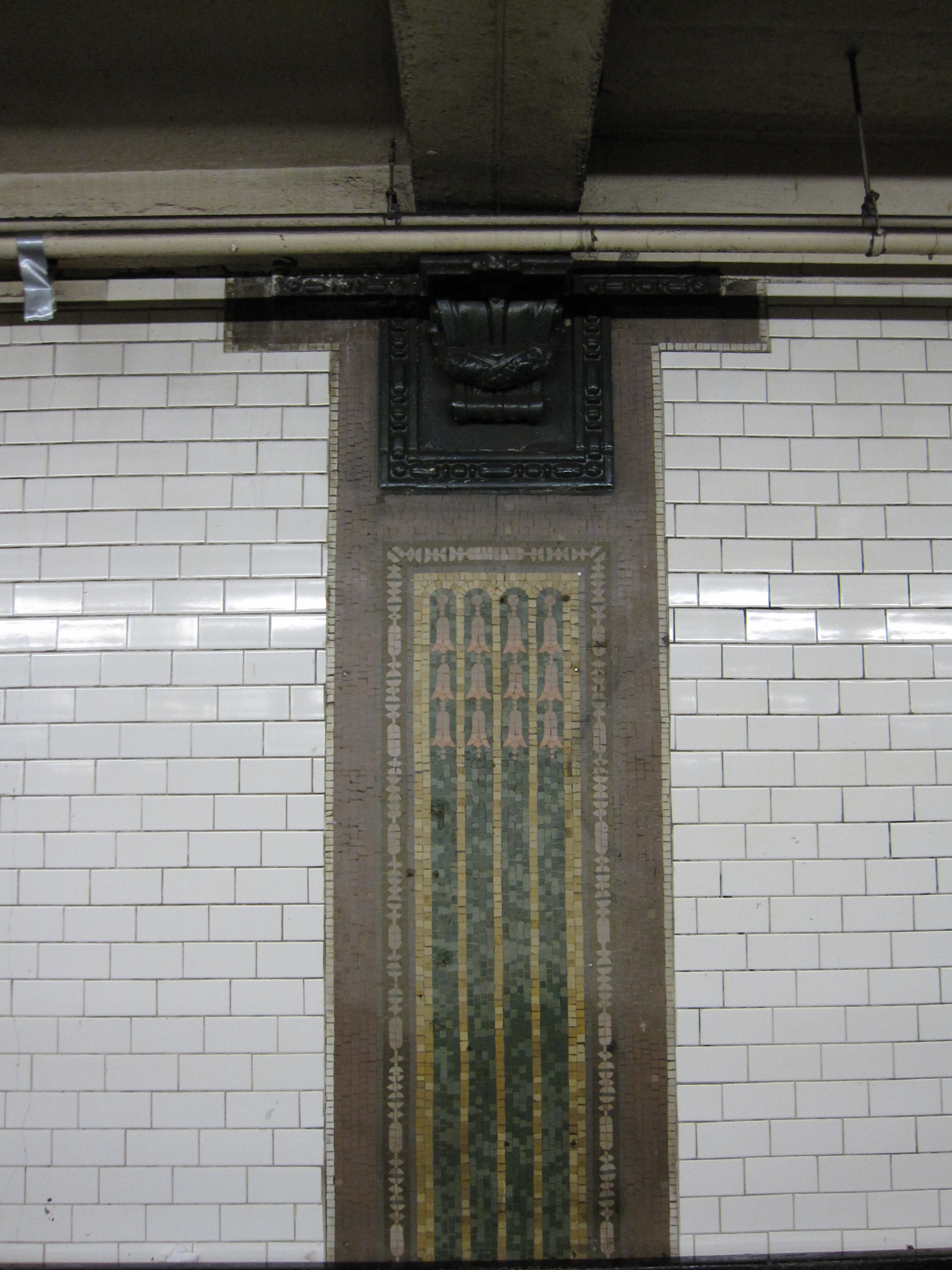
Cielo razo